# 2023年のJリーグ
この項目では、2023年シーズンの日本プロサッカーリーグ (Jリーグ) について述べる。

## 概要
Jリーグ発足から丸30年を過ぎ31年目のシーズンを迎える。2022年12月20日付で明治安田生命保険相互会社との間でタイトルパートナー（冠スポンサー）契約を更新し（2026年シーズンまで）、「2023明治安田生命Jリーグ」(英: 2023 MEIJI YASUDA J.LEAGUE) の名称で行う。タイトルパートナー更新に合わせて、それまでJ1/J2と異なったデザインとしていたJ3リーグのロゴについて、J1/J2と同じデザインに変更されることになった。
なお、この年は1993年5月15日のJリーグオープニングマッチから30周年のメモリアルイヤーとなることから、いくつかの記念行事が行われる。
- 「J30」の3文字をJリーグのロゴ（アルファベットの「J」）の形状に並べた記念ロゴを作成[3]。
- 5月15日の直近に開催されるJ1第13節・J2第15節・J3第10節を『Jリーグ30周年記念マッチ』として開催し、特にJ1のうち5月12日開催のFC東京 vs 川崎フロンターレと5月14日開催の鹿島アントラーズ vs 名古屋グランパスを『Jリーグ30周年記念スペシャルマッチ』として国立競技場で開催する[4]。
- 開幕30周年を記念した公式試合球として、前述のJリーグ30周年記念マッチから約1ヶ月間の全リーグ戦（J1第13-17節、J2第15-20節、J3第10-13節）で、同年の公式試合球「オーシャンズ」のスペシャルデザイン「KOTOHOGI 30」を使用[5]。
- 年間を通じて使用されるコンセプトワードに『よっしゃ いこ！』に制定し、2023年1月25日開催の「オープニングイベント」で発表[6][7]。
- Jリーグのマスコットキャラクターの『Jリーグキング』が生誕30周年を記念して、3Dによるコンピューターグラフィックスでパワーアップされ、今後は、様々なシーンに動画に加え、静止画に登場する[6]。
- 「Jリーグ30周年開幕記念 全国無料招待キャンペーン」として、2023年の開幕・春休み期（3月）に行われるJ1 18試合・ルヴァンカップ9試合・J2 24試合・J3 22試合[注釈 1]について合計90,000人の無料招待を実施[8][9]。
- Jリーグ開幕30周年記念として、新しいJリーグの“アンセム”をロックバンドのRADWIMPSが制作[10]。記念アンセム『大団円 feat. ZORN』はJリーグ30周年記念スペシャルマッチ・鹿島 vs 名古屋の試合前に初披露された[11]。
- 開幕30周年記念企画として、過去30年の歴史の中から「MVP」「ベストイレブン」「ベストマッチ」「部門別ベストゴール」「ベストシーン」を選出する「J30ベストアウォーズ」を開催[12]。

また、2024年シーズンからJ1/J2/J3のクラブ数を20クラブずつに統一する（J1が2増、J2が2減）ことが決まっており、このシーズンはその過渡期に当たるシーズンとして臨時的に昇降格が以下のようにされることが明らかにされている。
- J1リーグ：18クラブのうち、最下位クラブのみがJ2自動降格
- J2リーグ：22クラブのうち、上位2クラブがJ1自動昇格（前年までと同じ）、3位から6位のクラブでJ1昇格プレーオフを実施し、優勝クラブがJ1昇格。下位2クラブがJ3自動降格（前年までと同じ）。
- J3リーグ：20クラブのうち、上位2クラブがJ2自動昇格（前年までと同じ）

## できごと
2022年12月20日
2023年シーズンの大まかな開催日程 ならびに日程発表スケジュール 及び昇降格に関するレギュレーション が公表される。
この日行われた理事会で、裁定委員長の堀田力の辞任を承認し、佐久間達哉を後任の裁定委員長に選任。
また、同じ理事会で、いわきFCのホームタウンを「いわき市、広野町、楢葉町、富岡町、川内村、大熊町、双葉町、葛尾村、浪江町」（浪江町を追加）とすることを承認。
2022年12月22日
ジュビロ磐田に2021年から加入したFWファビアン・ゴンザレスがアトレティコ・ナシオナル（コロンビア）を退団後、磐田と契約を締結する前にタイのクラブとの間で契約が存在していたとして、タイの当該クラブから国際サッカー連盟 (FIFA) の紛争解決法廷 (DRC / Decisions of the Dispute Resolution Chamber) に提訴され、DRCが2022年9月29日付けでファビアン・ゴンザレスと磐田に対して「タイのクラブへの約5万ドルの支払い命令」「ファビアン・ゴンザレスに対し4ヶ月間の公式戦出場停止」「磐田の男子全カテゴリーに対し、今後2回の登録期間（2023年の第1/第2登録期間）における新規選手登録の禁止」の処分を決定。磐田はこれを不服として10月19日付でスポーツ仲裁裁判所 (CAS) へ上訴した が、CASは12月22日付けで訴えを棄却し、磐田は決定を受諾する旨を表明。これにより、磐田は2023年シーズンに向けて1年間新規選手獲得が出来なくなっただけではなく、育成年代の2023年新入生も公式戦出場が出来なくなった。
2022年12月23日
各クラブのホーム開幕カードが発表される。前年同様、クラブへの通知とほぼ同時にJリーグの公式YouTubeチャンネル「JリーグTV」からのライブ配信で一般向けに発表するという形式を取った。
J1は前年同様1試合（川崎フロンターレ vs 横浜F・マリノス）が2月17日金曜日開幕となり、その他のカードは翌18日土曜日・19日日曜日の開幕となる。J2は2月18日・19日に、J3は3月4日・5日に開幕。
2022年12月26日
リーグのガバナンス改革を目的として、2023年1月1日付けで役員体制を変更することを発表。理事が15名から9名へと減員する一方で執行役員を3名から8名に増員。並木裕太が理事を退任し、弁護士ドットコム代表の元榮太一郎が新たに理事に就任。
1月6日
2023年シーズンからJリーグ (J3) と日本フットボールリーグ (JFL) の入れ替え（J3・JFL入れ替え戦）を実施することになり、Jリーグ及びJFLが発表。Jリーグ入会のためのクラブライセンス交付判定を受けたJFL所属のJリーグ百年構想クラブがJFLで2位以内に入った場合、最大2クラブがJ3と入れ替えになる（JFL優勝クラブがJ3に自動入会、JFL2位クラブはJ3下位クラブと入れ替え戦を実施）。
1月20日
試合日程（全日程の試合開催日・会場と8月までの試合の開催時刻）が発表される。浦和レッズは埼玉スタジアム2002の芝貼り替え工事の関係上、J1リーグ2試合とルヴァンカップ1試合のホームゲームを浦和駒場スタジアムで開催するほか、国立競技場では前述の『Jリーグ30周年記念スペシャルマッチ』を含めてJ1リーグ5試合とJ2リーグ1試合を開催する。
1月31日
この日行われた理事会で、以下の事項を決定。
- 各クラブに放映権料などから支給される配分金について、以下のとおり取り扱いを変更することを決定。
  - カテゴリごとに均等額が配分される「均等配分金」について、J1クラブに2億5千万円（2022年比1億円減）、J2クラブに1億円（同5千万円減）、J3クラブに2千万円（同1千万円減）とする。
  - 各カテゴリから降格したクラブに対して激変緩和措置として支給されていた「降格救済配分金」を2024年度（2023年の成績によるもの）から廃止する。
  - DAZN視聴者数等に応じて支給される「ファン指標配分金」を3.4億円増の総額13.4億円とする
  - J1の成績に応じて支給される「理念強化配分金」を2024年度（2023年シーズンの成績によるもの）から復活させ、競技順位（総額16億円）と人気順位（総額5億円）の2本建てとして、それぞれ上位9クラブに傾斜配分する。

- Jリーグ入会要件を緩和し、「平均入場者数2000人」の要件を努力目標とし、財務要件についても短期的資金ショートの可能性で判断した上で債務超過要件を削除。
- 日本フットボールリーグ (JFL) 所属のラインメール青森・コバルトーレ女川・高知ユナイテッドSCの3クラブが提出したJリーグ百年構想クラブの脱退届を承認。2023年1月1日改定のJ3リーグクラブライセンス交付規則 においてJFL所属クラブのライセンス申請要件から「Jリーグ百年構想クラブであること」が除外されたことを受けたもので、各クラブは引き続きJリーグ参入を目指す意向を継続。

また、同日付で2023年のJリーグ審判員を決定。主審4名・副審7名が新規登録となり、手代木直美・坊薗真琴の2名が女性として初めての副審登録となり、2021年シーズンから主審登録されている山下良美と合わせて女性審判員が3名となった。
2月7日
いわてグルージャ盛岡に所属していたタビナス・ポール・ビスマルクが2022年10月29日未明に同僚の加々美登生を乗せて飲酒運転で検挙されたことに対し、Jリーグは岩手に対してクラブの管理責任を問う形で譴責の処分を決定。
2月8日
新型コロナウイルス感染症の影響により凍結されていたU-21出場ルールの再導入を発表。
2月9日
京都サンガF.C.のホームタウンを「京都市、宇治市、城陽市、向日市、長岡京市、京田辺市、木津川市、亀岡市、南丹市、京丹波町、舞鶴市、福知山市、綾部市、八幡市、宮津市、大山崎町、久御山町」に変更（大山崎町と久御山町を追加）することを承認。
また、2023シーズンのビデオ・アシスタント・レフェリー (VAR) について、諸外国で実施されている「オフサイドラインの3D化」を採用すると共に、VARの判断事象を大型映像装置や中継映像と連係させて表示するシステム「VARdict」（バーディクト）の導入を発表。
2月19日
この日行われたJ1第1節・サンフレッチェ広島 vs 北海道コンサドーレ札幌（エディオンスタジアム広島）の74分（後半29分）、広島MF川村拓夢のシュートをゴールライン付近で札幌GK菅野孝憲が足で掻き出したところ、リプレイ映像ではゴールラインを超えていたように見えたが、主審の御厨貴文はゴールラインを完全には超えていないと判断し、VAR（柿沼亨・村井良輔）も主審の判断を覆さなかった。この判定について、日本サッカー協会 (JFA) 審判委員会は22日に臨時のメディアブリーフィングを行い、審判委員長の扇谷健司はこの判定が誤審（判定ミス）であったことを認めた上で、両チームに事情説明を行ったこと、競技規則の適用ミスに該当しないことから再試合などの対象とならないことを説明した。
2月21日
奈良クラブのホームタウンを「奈良市、三郷町を中心とする全県」に変更（中心となる自治体に三郷町を追加）することを承認。
2月22日
この日行われた理事会で、以下の事項を決定。
- JFL所属のヴィアティン三重が提出していたJリーグ百年構想クラブの脱退届を承認。1月31日に脱退が承認された3クラブと同様の理由で、三重は引き続きJリーグ参入を目指す意向を継続。
- Jリーグ規約の改定を決議し同日付で発効。改定対象は第135条の懲罰の公表規定で、公表を差し控えることができる対象に「けん責または100万円以下の罰金の懲罰」を加えたもの。

また、理事会後のチェアマン記者会見で、これまで新型コロナウイルス感染症 (COVID-19)対策として義務づけてきた「スタジアム内でのマスクの着用」を同年3月13日以降「個人の判断」に委ねる方針を明らかにした。政府の示した「新型コロナウイルス感染症対策の基本的対処方針」に基づく「マスク着用」の考え方が同年3月13日以降変更されること を踏まえたもので、2020年5月に策定し運用を開始した「Jリーグ新型コロナウイルス感染症対応ガイドライン」もCOVID-19の感染症の予防及び感染症の患者に対する医療に関する法律（感染症法）上の位置づけが変更される同年5月8日限りで廃止する方針も明らかにした。
3月4日
この日行われたJ1第3節・アルビレックス新潟 vs 北海道コンサドーレ札幌（デンカビッグスワンスタジアム）において、札幌監督のミハイロ・ペトロヴィッチがJ1リーグ戦で通算525試合目の指揮となり、西野朗の持っていたJ1リーグ戦最多指揮試合記録を更新。
3月16日
鹿児島ユナイテッドFCの運営会社が2022年の取締役会において新株発行による第三者割当増資を決定し、一定の割合を超える議決権を有する新規大口株主が発生したが、このことに関してクラブ側がJリーグ規約に定める「株主の適正性に関するチェアマンによる事前承認」を怠っていたことから、クラブに対して譴責処分を課すことを決定。
3月30日
JリーグとDAZN Groupがこれまでの放映権契約を一部見直したうえで、2023年から2033年の11年間でおよそ2395億円の新しい放映権契約を締結したことを明らかにした。主な変更点としては、テレビの地上波の中継をより多く実施・2024年からJ3リーグの放映を無料にする一方で、DAZNでの放映をJ1リーグとJ2リーグに絞る・Jリーグの成長に必要となる財源を確保しつつ、もし、「より加速的な成長」が実現したら、さらなる成長投資が実施できるよう、柔軟な契約やレベニューシェアの計画を構築の以上の3つである。
3月31日
本年度の月間表彰の選考方法について、Jリーグ執行役員の窪田慎二を選考委員長に、JFAの技術委員会に加え、選手経験者やサッカージャーナリストの各カテゴリーを3名に分け、合わせて9名で月間表彰選考委員会を組織する。また、本年度は特任委員をJ1・J2に設けて、その特任委員には、J1にワッキーが、J2に平畠啓史がそれぞれ就くことになった。
4月8日
この日行われたJ2第8節・FC町田ゼルビア vs ブラウブリッツ秋田（町田GIONスタジアム）の8分に秋田FW青木翔大がピッチ中央から放ったロングシュートが町田GKポープ・ウィリアムの手をかすめてゴールラインの向こう側に落下したように見えたが、主審の山本雄大と第2副審の坊薗真琴はポープ・ウィリアムが掻き出してゴールラインを割っていないと判断してノーゴールの判定とした。この判定について、日本サッカー協会 (JFA) 審判委員会が26日に行ったメディアブリーフィングで、審判委員長の扇谷健司はこの判定について「映像から見ると得点すべきだと認めなければいけないと思っている」と誤審を認めた上で、JFA審判マネジャーJリーグ担当統括の東城穣が「（副審がゴールライン上に間に合わず）見極めが非常に困難な事象であることは十分理解している」としつつ、「ゴールライン上にいなくても得点かどうかを判定できる可能性はある」と説明した。
4月21日
FC琉球のチームスタッフが2022年12月3日朝に物損事故を起こし、その際に酒気帯び運転として警察に検挙されたことが、Jリーグ規約に定める法令遵守規定に違反するとして、クラブに対して譴責処分を課すことを決定。
4月25日
この日行われた理事会で、以下の事項を決定。
- 裁定委員会の委員に弁護士の芝昭彦を選任。
- JFL所属のヴェルスパ大分が提出していたJリーグ百年構想クラブの脱退届を承認。1月・2月に承認された4クラブと同様の理由で、V大分は引き続きJリーグ参入を目指す意向を継続。
- フィールドプレーヤーとゴールキーパーで異なる広告を表示することが出来るようJリーグ規約規定を7月1日付けで改定することを決定。

また、この日の理事会後の記者会見で、同年2月からJリーグの秋春制移行の検討に着手し、年内の決議を目指していることが明らかにされた。
5月3日
この日行われたJ3第9節・アスルクラロ沼津 vs 愛媛FC（愛鷹広域公園多目的競技場）の88分（後半43分）、愛媛FW行友翔哉のゴール直後、アウェー側サイドスタンド（ゴール裏）の前方に詰めかけた愛媛サポーターの重みでスタンド前方の金属製の手すりが破損し、14人が1.2m下のグラウンド内に落下、重傷1人を含む10人が怪我を負うという事故が発生。
5月7日
この日行われたJ1第12節・アルビレックス新潟 vs 柏レイソル（デンカビッグスワンスタジアム）において、ビデオ・アシスタント・レフェリー（VAR）の機材が搭載された車両が当日試合会場に到着しないことが判明し、この試合をVAR無しで実施。試合当日朝、Jリーグからの受託業者によるVAR機材搭載車両の手配ミス（正確にはVAR機材搭載車両のドライバーの手配ミス）が判明したものの、緊急手配を行っても機材を東京から新潟に搬送する必要があること、機材到着からセッティングに4時間半を要すること、ゴールデンウィーク中で試合スケジュールの変更が難しかったこと、VARに替わる追加副審の実施も困難なことなどから両クラブの了承の元でVAR無しで実施された。
5月11日
松本山雅FCのホームタウンを「松本市、塩尻市、山形村、安曇野市、大町市、池田町、生坂村 、箕輪町、朝日村、高森町、麻績村」（麻績村を追加）とすることを承認。
5月16日
ジュビロ磐田のホームタウンを「御前崎市、菊川市、掛川市、袋井市、森町、磐田市、浜松市、湖西市」（6市1町を追加）とすることを承認。
5月25日
京都サンガF.C.のホームタウンを「京都市、宇治市、城陽市、向日市、長岡京市、京田辺市、木津川市、亀岡市、南丹市、京丹波町、舞鶴市、福知山市、綾部市、八幡市、宮津市、大山崎町、久御山町、京丹後市」に変更（京丹後市を追加）することを承認。
7月14日
夏季期間（7月14日-8月27日）におけるJリーグでの飲水タイムについて、2023年シーズンの暫定措置として「WBGT値（湿球黒球温度）に関わらず原則実施する」としたうえで、気象条件などにより両チームが合意した場合は飲水タイムを実施しないことも可能とすることと定めた。なお、この措置は9月10日まで期間が延長されている。
7月16日
この日行われたJ2第26節・清水エスパルス vs ジェフユナイテッド千葉（国立競技場）の入場者数が47,628人となり、2003年11月23日に行われた2003年J2第44節・アルビレックス新潟 vs 大宮アルディージャ（新潟スタジアム）で記録したJ2最多入場者数記録（42､223人）を20年ぶりに更新。
7月25日
この日行われた理事会で、JFL所属の沖縄SVが提出していたJリーグ百年構想クラブの脱退届を承認。2023年に入って承認された5クラブと同様の理由で、沖縄SVは引き続きJリーグ参入を目指す意向を継続。
9月12日
ガンバ大阪のユース監督を務めていた森下仁志が、2021年からの在任期間中に複数の所属選手に対して「指導の適正範囲を超えた不適切な言動」を行ったことに対し、クラブ側が「各種研修の実施、口頭での注意喚起その他の違反行為の発生を防止するための措置」を行わず、報告体制にも不備があったとして、クラブに対して譴責と罰金100万円の処分を科すことを決定。なお、森下個人に対してはクラブ側の処分をもってリーグが別途懲罰を科す必要はないと判断した。
9月26日
J1・J2・J3のそれぞれの優勝チームに授与される『明治安田生命杯』のデザインが、このシーズンより、リニューアルされることになった。このデザインは、「豊かなスポーツ文化の振興を目指す」Jリーグが掲げている理念に加え、明治安田生命が掲げているブランドイメージである「ひとに健康を、まちに元気を。」を表現したもので、明治安田生命Jリーグでの優勝クラブの活躍をイメージさせるものとなっている。
10月27日
この日行われた理事会で、ベガルタ仙台に関する以下の2事案に対して懲罰を決定。
- 6月11日に行われたJ2第20節・ジュビロ磐田戦（ユアテックスタジアム仙台）において、76分に得点を決めた磐田FW後藤啓介のゴールパフォーマンスに激昂した仙台サポーター100名以上が、試合終了後にスタジアムの立入禁止区域に侵入して磐田の選手らが乗車したバスを取り囲み、30分以上にわたり罵声を浴びせるなどの威嚇行為でバスの出発を妨げたにもかかわらず、サポーターを説得するどころか磐田に対して選手による直接謝罪を求め続けるなどの不合理な要求を行うなど、サポーターへの適切な指導を怠ったとして、500万円の罰金と譴責の処分を決定。
- 仙台の元社員が2015年12月から2023年6月16日までの約8年間に亘って、チケットの代金やチケット等合計約1,100万円分を着服・横領したことに対し、クラブがこれを放置してきたとして500万円の罰金と譴責の処分を決定。

10月29日
この日行われたJ2第40節の結果、FC町田ゼルビアのJ2優勝（初優勝）が決定。
11月11日
この日行われたJ3第35節の結果、愛媛FCのJ3優勝（初優勝）が決定。
11月23日
アジアサッカー連盟 (AFC) のクラブコンペティション（AFCチャンピオンズリーグ及びAFCカップ）が2024/25シーズンから枠組み変更されるのに合わせ、J1上位に与えられるAFCクラブコンペティションの出場枠が以下の通りとなることを発表。
- AFCチャンピオンズリーグエリート (ACLE)：3枠＝J1上位2クラブ及び天皇杯優勝クラブが本大会出場
- AFCチャンピオンズリーグ2 (ACL2)：1枠＝J1 3位が本大会出場
  - AFCチャンピオンズリーグ2023/24で日本から出場したクラブが優勝した場合は、当該クラブとJ1優勝クラブ・天皇杯優勝クラブがACLE本大会に出場し、J1準優勝クラブがACL2本大会に出場（J1 3位に出場権無し）。
  - 以上の条件が重複した場合はJ1の順位に応じて補充される（天皇杯準優勝クラブの出場は無し）。

11月25日
この日行われたJ1第37節の結果、ヴィッセル神戸のJ1優勝（初優勝）が決定。
12月6日
ヴァンラーレ八戸のスタッフ（事件後に諭旨解雇処分）が、11月6日未明に物損事故を起こし、その際の警察での取り調べで酒気帯び運転により検挙されたことを受け、クラブに対して譴責の処分を科すことを決定。

### 試合の中止・延期
特記なき限り代替試合は当初予定されていた会場で開催。
| 中止日  | 大会・節 | 対戦カード（会場）      | 中止・延期理由 | 代替試合日 | 備考                 |
| ------- | -------- | ----------------------- | -------------- | ---------- | -------------------- |
| 6月3日  | J1第16節 | 神戸 - 川崎（ノエスタ） | 台風2号の影響  | 7月22日    |                      |
| 7月16日 | J2第26節 | 秋田 - 町田（ソユスタ） | 大雨の影響     | 10月14日   |                      |
| 8月5日  | J3第21節 | 八戸 - 琉球（プラスタ） | 台風6号の影響  | 8月23日    |                      |
| 8月20日 | J2第31節 | 群馬 - 金沢（正田スタ） | 雷雨の影響     | 9月27日    | 前半31分より試合再開 |
| 8月26日 | J2第32節 | 藤枝 - 群馬（藤枝サ）   | 雷雨の影響     | 10月14日   |                      |

## J1
| 順 | チーム                 | 試 | 勝 | 分 | 敗 | 得 | 失 | 差  | 点 | 出場権または降格    |
| -- | ---------------------- | -- | -- | -- | -- | -- | -- | --- | -- | ------------------- |
| 1  | ヴィッセル神戸 (C, Q)  | 34 | 21 | 8  | 5  | 60 | 29 | +31 | 71 | ACLE2024/25出場     |
| 2  | 横浜F・マリノス (Q)    | 34 | 19 | 7  | 8  | 63 | 40 | +23 | 64 | ACLE2024/25出場     |
| 3  | サンフレッチェ広島 (Q) | 34 | 17 | 7  | 10 | 42 | 28 | +14 | 58 | ACL2 2024/25出場    |
| 4  | 浦和レッズ             | 34 | 15 | 12 | 7  | 42 | 27 | +15 | 57 | J1残留              |
| 5  | 鹿島アントラーズ       | 34 | 14 | 10 | 10 | 43 | 34 | +9  | 52 | J1残留              |
| 6  | 名古屋グランパス       | 34 | 14 | 10 | 10 | 41 | 36 | +5  | 52 | J1残留              |
| 7  | アビスパ福岡           | 34 | 15 | 6  | 13 | 37 | 43 | −6  | 51 | J1残留              |
| 8  | 川崎フロンターレ (Q)   | 34 | 14 | 8  | 12 | 51 | 45 | +6  | 50 | ACLE2024/25出場     |
| 9  | セレッソ大阪           | 34 | 15 | 4  | 15 | 39 | 34 | +5  | 49 | J1残留              |
| 10 | アルビレックス新潟     | 34 | 11 | 12 | 11 | 36 | 40 | −4  | 45 | J1残留              |
| 11 | FC東京                 | 34 | 12 | 7  | 15 | 42 | 46 | −4  | 43 | J1残留              |
| 12 | 北海道コンサドーレ札幌 | 34 | 10 | 10 | 14 | 56 | 61 | −5  | 40 | J1残留              |
| 13 | 京都サンガF.C.         | 34 | 12 | 4  | 18 | 40 | 45 | −5  | 40 | J1残留              |
| 14 | サガン鳥栖             | 34 | 9  | 11 | 14 | 43 | 47 | −4  | 38 | J1残留              |
| 15 | 湘南ベルマーレ         | 34 | 8  | 10 | 16 | 40 | 56 | −16 | 34 | J1残留              |
| 16 | ガンバ大阪             | 34 | 9  | 7  | 18 | 38 | 61 | −23 | 34 | J1残留              |
| 17 | 柏レイソル             | 34 | 6  | 15 | 13 | 33 | 47 | −14 | 33 | J1残留              |
| 18 | 横浜FC (R)             | 34 | 7  | 8  | 19 | 31 | 58 | −27 | 29 | J2リーグ 2024へ降格 |

## J2
| 順 | チーム                 | 試 | 勝 | 分 | 敗 | 得 | 失 | 差  | 点 | 昇格または降格       |
| -- | ---------------------- | -- | -- | -- | -- | -- | -- | --- | -- | -------------------- |
| 1  | FC町田ゼルビア (C, P)  | 42 | 26 | 9  | 7  | 79 | 35 | +44 | 87 | J1 2024へ昇格        |
| 2  | ジュビロ磐田 (P)       | 42 | 21 | 12 | 9  | 74 | 44 | +30 | 75 | J1 2024へ昇格        |
| 3  | 東京ヴェルディ (O, P)  | 42 | 21 | 12 | 9  | 57 | 31 | +26 | 75 | J1昇格プレーオフ進出 |
| 4  | 清水エスパルス         | 42 | 20 | 14 | 8  | 78 | 34 | +44 | 74 | J1昇格プレーオフ進出 |
| 5  | モンテディオ山形       | 42 | 21 | 4  | 17 | 64 | 54 | +10 | 67 | J1昇格プレーオフ進出 |
| 6  | ジェフユナイテッド千葉 | 42 | 19 | 10 | 13 | 61 | 53 | +8  | 67 | J1昇格プレーオフ進出 |
| 7  | V・ファーレン長崎      | 42 | 18 | 11 | 13 | 70 | 56 | +14 | 65 |                      |
| 8  | ヴァンフォーレ甲府     | 42 | 18 | 10 | 14 | 60 | 50 | +10 | 64 |                      |
| 9  | 大分トリニータ         | 42 | 17 | 11 | 14 | 54 | 56 | −2  | 62 |                      |
| 10 | ファジアーノ岡山       | 42 | 13 | 19 | 10 | 49 | 49 | 0   | 58 |                      |
| 11 | ザスパクサツ群馬       | 42 | 14 | 15 | 13 | 44 | 44 | 0   | 57 |                      |
| 12 | 藤枝MYFC               | 42 | 14 | 10 | 18 | 61 | 72 | −11 | 52 |                      |
| 13 | ブラウブリッツ秋田     | 42 | 12 | 15 | 15 | 37 | 44 | −7  | 51 |                      |
| 14 | ロアッソ熊本           | 42 | 13 | 10 | 19 | 52 | 53 | −1  | 49 |                      |
| 15 | 徳島ヴォルティス       | 42 | 10 | 19 | 13 | 43 | 53 | −10 | 49 |                      |
| 16 | ベガルタ仙台           | 42 | 12 | 12 | 18 | 48 | 61 | −13 | 48 |                      |
| 17 | 水戸ホーリーホック     | 42 | 11 | 14 | 17 | 49 | 66 | −17 | 47 |                      |
| 18 | いわきFC               | 42 | 12 | 11 | 19 | 45 | 69 | −24 | 47 |                      |
| 19 | 栃木SC                 | 42 | 10 | 14 | 18 | 39 | 47 | −8  | 44 |                      |
| 20 | レノファ山口FC         | 42 | 10 | 14 | 18 | 37 | 67 | −30 | 44 |                      |
| 21 | 大宮アルディージャ (R) | 42 | 11 | 6  | 25 | 37 | 71 | −34 | 39 | J3 2024へ降格        |
| 22 | ツエーゲン金沢 (R)     | 42 | 9  | 8  | 25 | 41 | 70 | −29 | 35 | J3 2024へ降格        |

## J3
| 順 | チーム                   | 試 | 勝 | 分 | 敗 | 得 | 失 | 差  | 点 | 昇格または降格 |
| -- | ------------------------ | -- | -- | -- | -- | -- | -- | --- | -- | -------------- |
| 1  | 愛媛FC (C, P)            | 38 | 21 | 10 | 7  | 59 | 48 | +11 | 73 | J2昇格         |
| 2  | 鹿児島ユナイテッドFC (P) | 38 | 18 | 8  | 12 | 58 | 41 | +17 | 62 | J2昇格         |
| 3  | カターレ富山             | 38 | 19 | 5  | 14 | 59 | 48 | +11 | 62 |                |
| 4  | FC今治                   | 38 | 16 | 11 | 11 | 54 | 42 | +12 | 59 |                |
| 5  | 奈良クラブ               | 38 | 15 | 12 | 11 | 45 | 32 | +13 | 57 |                |
| 6  | ガイナーレ鳥取           | 38 | 14 | 14 | 10 | 57 | 52 | +5  | 56 |                |
| 7  | ヴァンラーレ八戸         | 38 | 15 | 11 | 12 | 49 | 47 | +2  | 56 |                |
| 8  | FC岐阜                   | 38 | 14 | 12 | 12 | 44 | 35 | +9  | 54 |                |
| 9  | 松本山雅FC               | 38 | 15 | 9  | 14 | 51 | 47 | +4  | 54 |                |
| 10 | いわてグルージャ盛岡     | 38 | 15 | 9  | 14 | 48 | 49 | −1  | 54 |                |
| 11 | FC大阪 (X)               | 38 | 14 | 11 | 13 | 41 | 38 | +3  | 53 |                |
| 12 | Y.S.C.C.横浜             | 38 | 14 | 10 | 14 | 48 | 50 | −2  | 52 |                |
| 13 | アスルクラロ沼津         | 38 | 15 | 6  | 17 | 48 | 48 | 0   | 51 |                |
| 14 | AC長野パルセイロ         | 38 | 13 | 11 | 14 | 52 | 60 | −8  | 50 |                |
| 15 | 福島ユナイテッドFC       | 38 | 12 | 11 | 15 | 37 | 42 | −5  | 47 |                |
| 16 | カマタマーレ讃岐         | 38 | 11 | 11 | 16 | 29 | 45 | −16 | 44 |                |
| 17 | FC琉球                   | 38 | 12 | 7  | 19 | 43 | 61 | −18 | 43 |                |
| 18 | SC相模原                 | 38 | 9  | 14 | 15 | 44 | 48 | −4  | 41 |                |
| 19 | テゲバジャーロ宮崎       | 38 | 9  | 12 | 17 | 31 | 52 | −21 | 39 |                |
| 20 | ギラヴァンツ北九州       | 38 | 7  | 10 | 21 | 33 | 45 | −12 | 31 |                |

## 昇格・降格
J1からJ2への降格
- J1第34節第1日（12月3日）の結果により横浜FCの18位が確定し、J2降格が確定。

J2からJ1への昇格
- J2第39節第3日（10月22日）の結果によりFC町田ゼルビアの2位以上が確定し、J1昇格が決定。
- J2第42節第1日（11月12日）の結果によりジュビロ磐田の2位が確定し、J1昇格が決定。
- J1昇格プレーオフ決勝（12月2日）の結果により東京ヴェルディのJ1昇格が決定。

J2からJ3への降格
- J2第40節第1日（11月4日）の結果によりツエーゲン金沢の22位が確定し、J3降格が確定。
- J3第37節第1日（11月25日）の結果により唯一J2ライセンスを持たないFC大阪が2位以内になる可能性が消滅したことから、21位でシーズンを終えた大宮アルディージャのJ3降格が確定。

J3からJ2への昇格
- J3第35節第1日（11月11日）の結果により愛媛FCの優勝が確定し、J2昇格が決定。
- J3第38節第1日（12月2日）の結果により鹿児島ユナイテッドFCの2位が確定し、J2昇格が決定。

J3からの退会 / JFLからJ3への入会
- JFL第30節第1日（11月26日）の結果により、J3ライセンスを申請していないHonda FCとブリオベッカ浦安が1位・2位となったため、この年のJFLからJ3への入会が無くなり、J3からの自動退会並びにJ3・JFL入れ替え戦も実施されない。

### J1昇格プレーオフ
|  | 準決勝                     | 準決勝             |                    |   | 決勝 | 決勝 |
|  |                            |                    |                    |   |      |      |
|  | 11月26日・味スタ           |                    |                    |   |      |      |
|  |                            |                    |                    |   |      |      |
|  | 3位 東京ヴェルディ         | 2                  |                    |   |      |      |
|  | 3位 東京ヴェルディ         | 2                  | 12月2日・国立      |   |      |      |
|  | 6位 ジェフユナイテッド千葉 | 1                  |                    |   |      |      |
|  | 6位 ジェフユナイテッド千葉 | 1                  | 3位 東京ヴェルディ | 1 |      |      |
|  | 11月25日・アイスタ         |                    | 3位 東京ヴェルディ | 1 |      |      |
|  |                            | 4位 清水エスパルス | 1                  |   |      |      |
|  | 4位 清水エスパルス         | 4位 清水エスパルス | 1                  | 0 |      |      |
|  | 4位 清水エスパルス         |                    |                    | 0 |      |      |
|  | 5位 モンテディオ山形       | 0                  |                    |   |      |      |
|  | 5位 モンテディオ山形       | 0                  |                    |   |      |      |

#### 準決勝
| 東京ヴェルディ （3位）        | 2 - 1    | ジェフユナイテッド千葉 （6位） |
| ----------------------------- | -------- | ------------------------------ |
| - 中原輝 34分 - 森田晃樹 44分 | レポート | - 小森飛絢 78分                |

| 清水エスパルス （4位） | 0 - 0    | モンテディオ山形 （5位） |
| ---------------------- | -------- | ------------------------ |
|                        | レポート |                          |

- レギュレーションにより、シーズン上位の清水が決勝進出。

#### 決勝
決勝に駒を進めたのは、序盤から攻勢に出る千葉を相手に凌ぎきりMF中原輝とMF森田晃樹の前半2ゴールで挙げたリードを守り切って、16年ぶりのJ1復帰を目指す東京V と、この年J2リーグ戦出場機会の無かったGK大久保択生を中心に山形の攻撃を最後まで凌いでレギュレーションにより決勝進出を決め、1年でのJ1復帰を目指す清水 の2クラブ。東京Vの本来のホーム・味の素スタジアムが別イベント実施のため使用不可という事情もあり2013年以来11年ぶりとなる国立競技場決戦となり、オリジナル10同士の対戦ということもあって、昇格プレーオフ史上最多にしてこの年記録を更新したJ2リーグ戦の最多観客動員をも大幅に上回る53,264人の大観衆が詰めかけた。
清水が岸本武流に代わってカルリーニョス・ジュニオを起用した以外は両軍共準決勝と同じメンバーで臨んだ一戦は立ち上がりから清水が猛攻を仕掛けるが得点を奪うことが出来ず、時間の経過と共に東京Vが試合を落ち着かせる。29分にはゴール前の混戦から清水MF乾貴士がゴール前でフリーとなってシュートを放つも枠の上にふかしてしまいビッグチャンスを逃す。その後は一進一退の攻防が続くが決定機には至らず、両軍スコアレスで前半を終える。
後半に入り、48分（後半3分）には清水FWカルリーニョス・ジュニオのクロスに清水FWチアゴ・サンタナがヘディングシュートを放つも東京V・DF林尚輝のブロックに逢い枠の右へ逸れ、51分（後半6分）にはコーナーキックの流れから東京V・DF宮原和也がゴール左隅を狙うが清水GK大久保択生に阻まれる など立ち上がりから決定機が生まれ始め、63分（後半18分）に試合は動く。ゴール前の攻防で交代したばかりの清水DF北爪健吾がペナルティエリア内へ浮き球のパスを送ると、これがMF中山克広と競り合った東京V・MF森田晃樹の腕に当たってハンドの判定。これで得たペナルティキックを清水FWチアゴ・サンタナがゴール右隅に決めて清水が先制点を挙げる。
一転して苦しい状況となった東京Vだが、清水の守備陣の前になかなかチャンスが見いだせないまま時間は過ぎ、後半アディショナルタイムを迎える。しかし90+4分（後半アディショナルタイム4分）、東京V・MF中原輝がセンターライン付近から清水DFの裏にロングパスを送ると、これに反応したFW染野唯月が抜けだし、これに対応しようとした清水DF高橋祐治がペナルティエリア内でスライディングブロック。これがボールより前に染野の足を払った形となったため東京VにPKが与えられる。このPKをFW染野が蹴り、ゴール右を狙ったボールはGK大久保の手をかすめながらもゴールネットを揺らし、90+6分に東京Vが土壇場で同点に追いつく。その後両軍に大きな決定機は生まれずそのまま試合終了。レギュレーションによりリーグ上位の東京Vが、J1在籍経験があるクラブとしては史上最長となる16年ぶりのJ1復帰を果たした。一方清水は1年でのJ1復帰を逃したことで、クラブ史上初となるJ2残留という屈辱を喫することとなった。
| 東京ヴェルディ （3位） | 1 - 1    | 清水エスパルス （4位）       |
| ---------------------- | -------- | ---------------------------- |
| - 染野唯月 90+6分 (PK) | レポート | - チアゴ・サンタナ 63分 (PK) |

- レギュレーションにより、シーズン上位の東京VがJ1昇格。

## 表彰
| 賞                       | 受賞者 |
| ------------------------ | --- |
| 最優秀選手賞 (J1)        | 大迫勇也 (ヴィッセル神戸) |
| 最優秀選手賞 (J2)        | エリキ (FC町田ゼルビア) |
| 最優秀選手賞 (J3)        | 松田力 (愛媛FC) |
| 得点王 (J1)              | 大迫勇也 (ヴィッセル神戸) |
| 得点王 (J1)              | アンデルソン・ロペス (横浜F・マリノス)                                                                                          |
| 得点王 (J2)              | フアンマ・デルガド (V・ファーレン長崎)                                                                                          |
| 得点王 (J3)              | 小松蓮 (松本山雅FC) |
| ベストヤングプレーヤー賞 | 三戸舜介 (アルビレックス新潟)                                                                                                   |
| 優勝監督賞 (J1)          | 吉田孝行 (ヴィッセル神戸) |
| 優勝監督賞 (J2)          | 黒田剛 (FC町田ゼルビア) |
| 優勝監督賞 (J3)          | 石丸清隆 (愛媛FC) |
| 優秀監督賞 (J1)          | 長谷部茂利 (アビスパ福岡) |
| 優秀監督賞 (J2)          | 横内昭展 (ジュビロ磐田) |
| 優秀監督賞 (J3)          | フリアン (奈良クラブ) |
| 最優秀主審賞             | 中村太 |
| 最優秀副審賞             | 野村修 |
| フェアプレー賞 高円宮杯  | セレッソ大阪 |
| フェアプレー賞 (J1)      | セレッソ大阪、横浜F・マリノス、アルビレックス新潟                                                                               |
| フェアプレー賞 (J2)      | ザスパクサツ群馬 、ヴァンフォーレ甲府、ツエーゲン金沢                                                                           |
| フェアプレー賞 (J3)      | ヴァンラーレ八戸、 福島ユナイテッドFC、SC相模原                                                                                 |
| フェアプレー個人賞 (J1)  | 西川周作（浦和レッズ）、 前川黛也（ヴィッセル神戸）、 大迫敬介（サンフレッチェ広島）                                            |
| フェアプレー個人賞 (J2)  | 櫛引政敏（ザスパクサツ群馬）、 マテウス（東京ヴェルディ）、 権田修一（清水エスパルス）、 波多野豪（V・ファーレン長崎）          |
| フェアプレー個人賞 (J3)  | 山本海人（福島ユナイテッドFC）、 安在達弥（アスルクラロ沼津）、 永井建成（FC大阪）                                              |
| 功労選手賞               | 大谷秀和、 駒野友一、 田中隼磨、 鄭大世、 富田晋伍、 中村俊輔、 橋本英郎、 藤本淳吾、 槙野智章、 水本裕貴、 本山雅志、 赤嶺真吾 |
| 功労審判員賞             | 越智新次、 蒲澤淳一、 佐藤隆治、 野田祐樹                                                                                       |
| 最優秀育成クラブ賞       | FC東京 |
| 最優秀ゴール賞 (J1)      | 渡邊凌磨 (FC東京）第8節 vsC大阪戦 68分 (味スタ)                                                                                 |
| 最優秀ゴール賞 (J2)      | 乾貴士 (清水エスパルス) 第25節 vs大分戦 63分 (レゾド)                                                                           |
| 最優秀ゴール賞 (J3)      | 白井陽斗 (FC琉球) 第12節 vs沼津戦 35分 (タピスタ)                                                                               |

### ベストイレブン
| Pos. | 選手名                   | 回 | 所属クラブ       |
| ---- | ------------------------ | -- | ---------------- |
| GK   | 西川周作                 | 6  | 浦和レッズ       |
| DF   | アレクサンダー・ショルツ | 初 | 浦和レッズ       |
| DF   | マリウス・ホイブラーテン | 初 | 浦和レッズ       |
| DF   | 毎熊晟矢                 | 初 | セレッソ大阪     |
| DF   | 酒井高徳                 | 初 | ヴィッセル神戸   |
| MF   | 伊藤敦樹                 | 初 | 浦和レッズ       |
| MF   | 脇坂泰斗                 | 3  | 川崎フロンターレ |
| MF   | 山口蛍                   | 3  | ヴィッセル神戸   |
| FW   | アンデルソン・ロペス     | 初 | 横浜F・マリノス  |
| FW   | 大迫勇也                 | 2  | ヴィッセル神戸   |
| FW   | 武藤嘉紀                 | 2  | ヴィッセル神戸   |

| Pos. | 選手名             | 回 | 所属クラブ             |
| ---- | ------------------ | -- | ---------------------- |
| GK   | 権田修一           | 初 | 清水エスパルス         |
| DF   | 宮原和也           | 初 | 東京ヴェルディ         |
| DF   | 鈴木義宜           | 初 | 清水エスパルス         |
| DF   | リカルド・グラッサ | 初 | ジュビロ磐田           |
| MF   | 田口泰士           | 初 | ジェフユナイテッド千葉 |
| MF   | 森田晃樹           | 初 | 東京ヴェルディ         |
| MF   | 乾貴士             | 初 | 清水エスパルス         |
| MF   | 平川怜             | 初 | ロアッソ熊本           |
| FW   | 小森飛絢           | 初 | ジェフユナイテッド千葉 |
| FW   | エリキ             | 初 | FC町田ゼルビア         |
| FW   | フアンマ・デルガド | 初 | V・ファーレン長崎      |

| Pos. | 選手名                 | 回 | 所属クラブ |
| ---- | ---------------------- | -- | ---------- |
| GK   | 辻周吾                 | 初 | 愛媛FC     |
| DF   | 小川大空               | 初 | 愛媛FC     |
| DF   | 森下怜哉               | 初 | 愛媛FC     |
| DF   | 照山颯人               | 初 | FC今治     |
| MF   | 菊井悠介               | 初 | 松本山雅FC |
| MF   | 谷本駿介               | 初 | 愛媛FC     |
| MF   | 茂木駿佑               | 初 | 愛媛FC     |
| FW   | 小松蓮                 | 初 | 松本山雅FC |
| FW   | 浅川隼人               | 初 | 奈良クラブ |
| FW   | 松田力                 | 初 | 愛媛FC     |
| FW   | マルクス・ヴィニシウス | 初 | FC今治     |

## 2024年度クラブライセンス審査結果
2023年9月26日、Jリーグは2024年度Jリーグクラブライセンスのうち、クラブライセンス交付第一審機関 (FIB) 決定によるJ1ライセンスの判定結果を発表した。前回判定分でJ1ライセンス交付となった46クラブに加えて、新たにいわき、藤枝、讃岐の3クラブを加えた49クラブから申請があり、申請した49クラブ全てがJ1クラブライセンスを取得した。
また同日、J3ライセンスのうち新規入会希望クラブ対象のものについても判定結果がJリーグ理事会で承認された。申請のあった6クラブのうち、施設基準に課題があるとされながらも東京都区部をホームタウンとする特性を考慮されて特例的に新規ライセンス交付が認められた新宿を含む4クラブにJ3ライセンスが交付された。一方で、滋賀は施設基準、高知は財務基準に関して確認が必要な事項が残り継続審議とされたが、11月28日の理事会で、滋賀については施設基準を充足できるとしてライセンス交付判定となり、高知についてはライセンス判定を辞退している。
2023年10月24日にはJ2ライセンスと現所属クラブに対するJ3ライセンスの判定結果が公表された。現J3所属の11クラブからJ2ライセンスの申請があり（当初からJ3ライセンスを申請したクラブ無し）、FC大阪を除く10クラブを対象にJ2ライセンスが交付された。一方、FC大阪は、申請時点で保有が必須とされた「アカデミーチーム（U-15チーム）」を保有しておらず、J2クラブライセンスは不交付とされた一方で、J3クラブライセンス基準は充足していたため、J3クラブライセンスが交付された。
クラブ名の後ろに「」が付いたクラブは当該ライセンスを初めて交付されたクラブ、「」が付いたクラブは前年の上位ライセンスを喪失したクラブ。「（例外）」はスタジアムや練習場の上位ライセンス基準を充足するための改修・改築、ないしは新設計画があることによる例外規定を適用した特例で上位ライセンスを取得したクラブ。
- J1ライセンス（49クラブ） - 札幌、岩手（例外）、仙台、秋田（例外）、山形、いわき（例外）、鹿島、水戸（例外）、栃木、群馬、浦和、大宮、千葉、柏、FC東京、東京V、町田、川崎、横浜FM、横浜FC、湘南、甲府、松本、新潟、富山、金沢、清水、藤枝（例外）、磐田、名古屋、岐阜、京都、G大阪、C大阪、神戸、岡山、広島、山口、讃岐、徳島、愛媛、福岡、北九州、鳥栖、長崎、熊本、大分、鹿児島（例外）、琉球（例外）
- J2ライセンス（10クラブ） - 八戸（例外）、福島U（例外）、YS横浜、相模原（例外）、長野、沼津（例外）、奈良（例外）、鳥取、今治（例外）、宮崎（例外）
- J3ライセンス（6クラブ） - 青森、新宿（例外）、三重、滋賀、FC大阪、V大分
- J3ライセンス辞退（1クラブ） - 高知